# Guido Masetti
Guido Masetti (Verona, 22 de novembre de 1907 - Roma, 26 de novembre de 1993) fou un futbolista italià de la dècada de 1930 i entrenador.
Fou jugador del Hellas Verona, i l'AS Roma entre 1929 i 1943, essent considerat un dels grans jugadors de la història del club, amb 339 partits disputats.
Fou internacional amb Itàlia, amb la qual disputà 2 partits i guanyà els Mundials de 1934 i 1938, però sense disputar cap partit davant la presència de Gianpiero Combi i Aldo Olivieri.

## Palmarès
Roma
- Serie A: 1941-42

Itàlia
- Copa del Món: 1934, 1938